# CD Técnico Universitario
Club Deportivo Técnico Universitario – ekwadorski klub piłkarski z siedzibą w mieście Ambato. Miejscowym rywalem jest klub Macará.

## Historia
Klub założony został 13 kwietnia 1971. W 1978 w imponującym stylu zadebiutował w pierwszej lidze, od razu zdobywając wicemistrzostwo Ekwadoru. Sukces ten zdołano powtrzyć tylko raz – w 1980. Później było gorzej, a w 1993 nastąpił spadek z pierwszej ligi. Od tego momentu klub przemieszczał się między pierwszą i drugą ligą ekwadorską. Ostatni raz w pierwszej lidze grał w 2003, kiedy to spadł do drugiej ligi.

## Osiągnięcia

### Krajowe
- Serie A

| zwycięstwo (0):     | –          |
| drugie miejsce (2): | 1978, 1980 |